# Distretto di La Ramada
Il distretto di La Ramada è uno dei quindici distretti  della provincia di Cutervo, in Perù. Si trova nella regione di Cajamarca e si estende su una superficie di 30,27 chilometri quadrati.

Istituito il 6 ottobre 1961, ha per capitale la città di La Ramada; al censimento 2005 contava 4.695 abitanti.